# لافينداميسين
لافينداميسين هو مركب كيميائي طبيعي المنشأ وُجد في نواتج تخمير بكتيريا المتسلسلة اللوندية، وهي أحد أنواع بكتيريا التربة.
يُعتبر مركّب اللافينداميسين مضاداً حيويّاً، كما أن له تأثيرات مضادة لتكاثر العديد من أنواع الخلايا السرطانية، وعلى الرغم من ذلك، فقد فشل استخدام مركب اللافينداميسين كعامل سام للخلايا في علاج مرض السرطان بسبب ضعف ذوبانيته في الماء، بالإضافة إلى السمية الخلوية غير النوعية، ولا زالت العديد من الدراسات تُجرى لمعرفة إمكانية استخدام مركبات تحتوي على نظائر اللافندامايسين في علاج السرطان للتغلب على هذه المشكلات.

## التاريخ
اكتُشف مُركّب اللافينداميسين لأوّل مرة في عام 1981 حين تمكّن الكيميائيان دويل وآل من عزله من بكتيريا المتسلسلة اللوندية. لم يكن من الممكن في البداية توصيف البنية الجزيئية لمركب اللافينداميسين مباشرة باستخدام علم البلورات بالأشعة السينية، نظرا لعدم قدرته على التبلور، ولكن من خلال التحليل الدقيق باستخدام التحليل الطيفي للرنين المغناطيسي النووي والأشعة تحت الحمراء والأشعة المرئية وفوق البنفسجية، وقياس الطيف الكتلي، تمكّن الباحثون في النهاية من تعيين البنية الخماسية الحلقية للمركب، والتي وُجد أنها تتألف من وحدة بيتا كاربولين، ووحدة كينولينكينون.

## التخليق الكامل
دفعت الخصائص البيولوجية والبنية المعقدة لمركب اللافندامايسين الكثير من الباحثين للتفكير في مدى إمكانية تخليق المركّب صناعيا بشكل كامل. فبعد مضي بضع سنوات من اكتشاف دويل وزملاؤه للبنية الجزيئية للمركب، تمكّنت عدة مجموعات بحثيّة تكونت على يد كل من كيندي، وهيبينو، وراو، وبوجر من تخليق المركّب صناعيا بالكامل، وبشكل مستقل عن بعضها البعض.
أدى اكتشاف أن نظائر اللافينداميسين هي مثبطات قوية لإنزيم النسخ العكسي لفيروس نقص المناعة البشرية إلى إجراء المزيد من الدراسات في تسعينيات القرن العشرين لتطوير طرق فعالة لتخليق مُركب اللافينداميسين ونظائره. إلّا أن كثرة خطوات هذه العمليّات مع صعوبة توفّر المواد الأولية المستخدمة فيها بالإضافة إلى نتائجها الإجمالية المنخفضة (0.5-2٪)، أدّى كل هذا إلى توقّف تطوير مثل هذه الأبحاث. كانت الطرق التي طورها كل من هفوروز، ونيسن من بين الطرق القليلة التي أتاحت تخليقاً صناعيّا كاملاً أكثر مرونة وبنواتج نسبية عالية لمركب اللافينداميسين.